# Francesco Peparelli

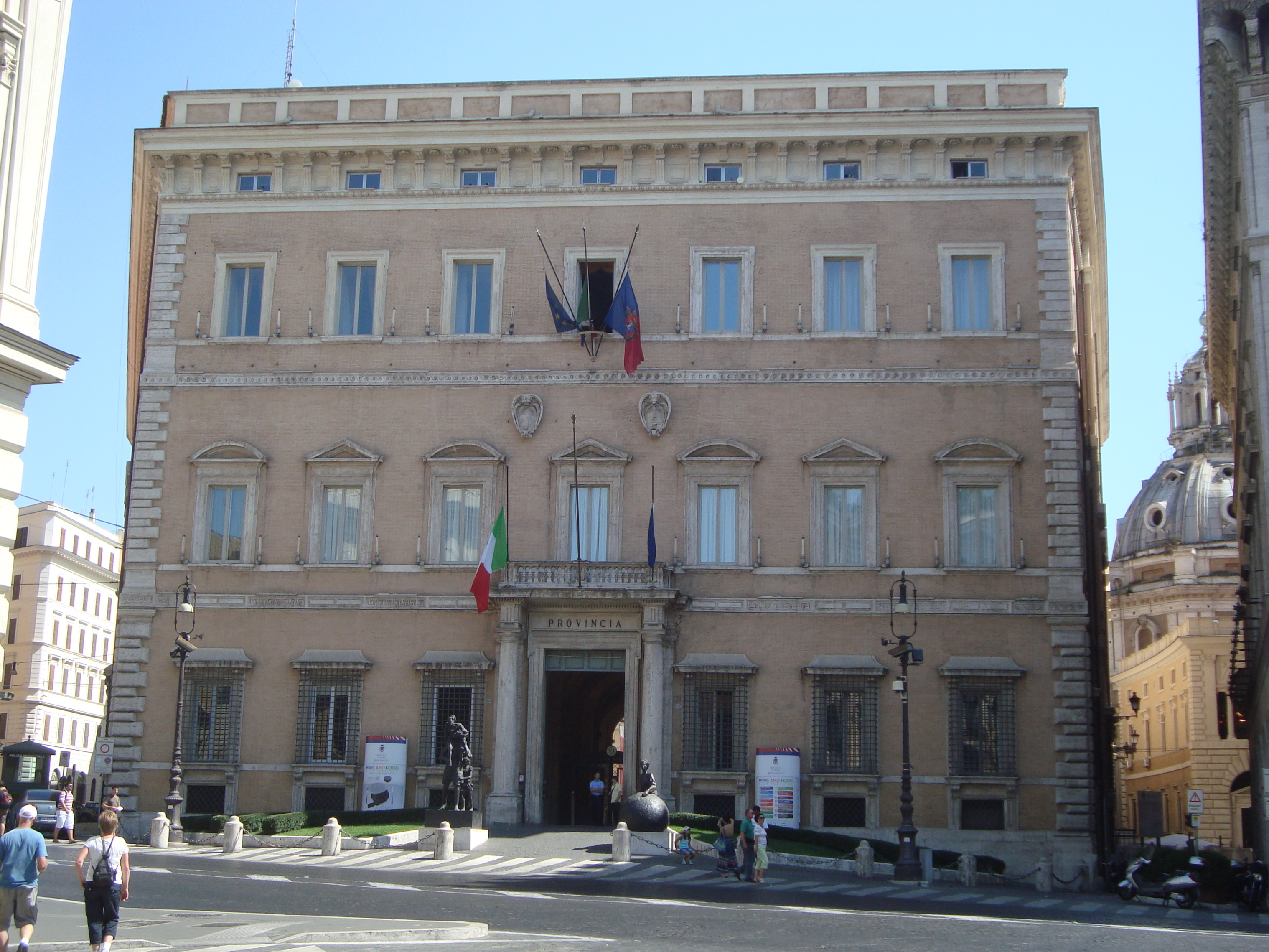
Palazzo Valentini i närheten av Piazza Venezia.

Francesco Peparelli, aktiv från 1614, död 1641, var en italiensk arkitekt under barockepoken. I Rom byggde han bland annat om Palazzo Valentini. Giovanni Antonio de Rossi var en av Peparellis elever.

## Verk i urval
- Santa Brigida a Campo dei Fiori – ombyggnad[1]
- Cappella Mattei, San Francesco a Ripa[2]
- Oratorio di San Girolamo della Carità[3]
- Sakristian, Santa Maria in Traspontina[4]
- Santa Rita da Cascia alle Vergini[5]
- San Salvatore in Campo[6]
- Palazzo Cardelli – trappan[7]
- Palazzo del Bufalo Ferraioli[8]
- Palazzo Santacroce[9]
- Palazzo Valentini – ombyggnad[10]